# No Greater Glory
No Greater Glory is een Amerikaanse dramafilm uit 1934 onder regie van Frank Borzage. Destijds werd de film in Nederland uitgebracht onder de titel Voor land en vlag.

## Verhaal
De schuchtere, eenzame Nemecsek verafgoodt Boka, de charismatische leider van een jeugdbende. De bendeleden dragen een uniform en ze hebben een eigen vlag. Wanneer die vlag wordt gestolen, komt daar een oorlog van met een andere bende. Nemecsek ziet zijn kans om zich bij de bende aan te sluiten.

## Rolverdeling
| Acteur              | Personage      |
| ------------------- | -------------- |
| George P. Breakston | Nemecsek       |
| Jimmy Butler        | Boka           |
| Jackie Searl        | Gereb          |
| Frankie Darro       | Feri Ats       |
| Donald Haines       | Csonakos       |
| Rolf Ernest         | Ferdie Pasztor |
| Julius Molnar       | Henry Pasztor  |
| Wesley Giraud       | Kolnay         |
| Beaudine Anderson   | Csele          |